# Pink Cadillac
Pink Cadillac är en amerikansk action-, komedi- och dramafilm från 1989. 
Pink Cadillac regisserades av Buddy Van Horn. Filmen är 122 minuter lång och är inspelad i USA.

## Rollista (urval)
- Clint Eastwood - Tommy Nowak
- Bernadette Peters - Lou Ann McGuinn
- Timothy Carhart - Roy McGuinn
- Tiffany Gail Robinson - McGuinn Baby
- Angela Louise Robinson - McGuinn Baby
- John Dennis Johnston - Waycross
- Michael Des Barres - Alex
- Jimmie F. Skaggs - Billy Dunston
- Bill Moseley - Darrell
- Michael Champion - Ken Lee
- William Hickey - Mr. Barton
- Geoffrey Lewis - Ricky Z
- Gary Howard Klar - Randy Bates
- Dirk Blocker - Polisman 1
- Leonard R. Garner Jr. - Polisman 2
- Jim Carrey - Komiker
- Bryan Adams - Bensinmacks anställd